# Juni Taisen: Zodiac War
Juni Taisen: Zodiac War (十二大戦?, Jūni taisen, lett. "La grande guerra dei dodici") è una light novel scritta da Nisio Isin e illustrata da Hikaru Nakamura, pubblicata da Shūeisha sotto l'etichetta Jump j Books il 19 maggio 2015. È il prequel del manga Dōshitemo Kanaetai Tatta Hitotsu no Negai to Wari to Sō demo Nai 99 no Negai (どうしても叶えたいたったひとつの願いと割とそうでもない99の願い?, lett. "Un desiderio che deve essere realizzato, e i novantanove che non ne hanno bisogno") Un adattamento anime, prodotto da Graphinica, è stato trasmesso in Giappone tra il 3 ottobre e il 19 dicembre 2017. Un sequel, Jūni Taisen Tai Jūni Taisen (十二 大 戦 対 十二 大?, lett, "La grande guerra dei dodici vs La grande guerra dei dodici"), è stato pubblicato il 12 dicembre 2017.

## Trama
In una città di mezzo milione di persone che sono state tutte evacuate, dodici tra i più letali guerrieri mercenari con i nomi e gli attributi degli animali dello zodiaco cinese si affrontano l'uno contro l'altro nel dodicesimo Juni Taisen, che si svolge ogni dodici anni. All'inizio ad ogni guerriero viene chiesto di ingoiare una delle dodici gemme velenose, che li uccideranno dopo dodici ore. L'obbiettivo è quello di prendere tutte le gemme dagli altri undici concorrenti prima della scadenza (mezzanotte del 12 dicembre); in cambio il vincitore otterrà l'antidoto al veleno e la possibilità di vedere un proprio desiderio esaudito. Inizia così una battaglia senza pietà in cui la sopravvivenza è fondamentale in ogni modo.

## Personaggi
Tsugiyoshi Sumino (墨野 継義?, Sumino Tsugiyoshi) / Nezumi (寝住?)
Doppiato da: Shun Horie
Il Guerriero del Topo. Nezumi è un giovane dai capelli argentei e perspicace che appare sempre assonnato. Ha un'abilità chiamata "The Hundred Paths", che gli permette di sperimentare 100 realtà possibili, e il percorso che sceglie diventa la realtà definita; tuttavia, il processo è mentalmente estenuante, il che spiega il suo aspetto assonnato. È l'unico che sceglie di rispettare la decisione di alleanza pacifista di Sharyū. Si presenta come la "Morte Totale". La sua vera identità è quella di un liceale di nome Tsugiyoshi Sumino.
Eiji Kashii (樫井 栄児?, Kashii Eiji) / Ushii (失井?)
Doppiato da: Yūichirō Umehara
Il Guerriero del Bufalo. Ushii è un uomo dai lunghi capelli neri dai quali spuntano due lunghe corna e che porta una sciabola lunga e sottile chiamata Goboken. Viene soprannominato il "Genio del Massacro", un guerriero senza pari divenuto famoso per le sue vittorie su innumerevoli campi di battaglia dovute al proprio stile metodico: colpire i punti vitali dei nemici con pochi e rapidi movimenti. Viene considerato uno dei favoriti alla vittoria del torneo. Si presenta come la "Morte Metodica".
Kanae Aira (姶良 香奈江?, Aira Kanae) / Tora (寝住?)
Doppiata da: Hiromi Igarashi
Il Guerriero della Tigre. Tora è una ragazza dai capelli arancioni con una lunga catena che si estende da un colletto e con una tendenza a bere in modo eccessivo. Era stata una maestra di arti marziali prima di diventare un soldato e scoprire le sue tecniche bestiali dopo una notte passata a bere alcolici, creando uno stile personale denominato "Stile dell'Ubriaco", cosa che le permette di combinare le sue abilità con l'eccesso di reazione del proprio corpo. Anni prima aveva incontrato Ushii su un campo di battaglia, il quale la credette una vittima di guerra, venendo influenzata dalla sua filosofia. Si presenta come la "Sbronza Violenta della Morte".
Usagi (憂城?)
Doppiato da: Nobuhiko Okamoto
Il Guerriero del Coniglio. Usagi è un ragazzo caratterizzato da un fisico piuttosto allenato, lasciato scoperto dai pochi indumenti che indossa, tra i quali delle orecchie e una grossa coda di coniglio, capelli bianchi, occhi rossi con sclera nera, e ha una personalità distorta, nascondendo la propria intelligenza strategica dietro a un atteggiamento infantile e impulsivo. Oltre a combattere sfruttando velocità e agilità insieme a due lunghi coltelli, viene rivelato che si tratta di un necromantista, in grado di controllare i corpi di quelli che uccide come burattini, trasformandoli in zombi che lui definisce i suoi "amici"; gli zombi mantengono le loro abilità originali e possono usare le proprie parti del corpo anche dopo che queste sono state tagliate, e questo vale anche per Usagi stesso dopo la sua morte autoinflitta. Si presenta come la "Follia della Morte".
Nagayuki Tsumita (積田 長幸?, Tsumita Nagayuki) / Tatsumi Kyōdai Ani (断罪兄弟・兄?)
Doppiato da: Takuya Eguchi
Il Guerriero del Drago. Nagayuki è il fratello maggiore gemello di Takeyasu. Ha un'abilità chiamata "Heaven's Holding", che gli consente di manipolare la gravità, permettendogli di levitare da terra e volare fino ad altezze superiori conferendogli un vantaggio tra gli altri guerrieri, permettendogli di assistere alla guerra in corso mentre rimane inosservato dandogli il tempo di pianificare la sua prossima mossa o di rimanere nascosto; inoltre è armato di un serbatoio di azoto liquido sulla schiena in grado di sparare getti gelanti. Si presenta come la "Morte per Denaro".
Takeyasu Tsumita (積田 剛保?, Tsumita Takeyasu) / Tatsumi Kyōdai Otōto (断罪兄弟・弟?)
Doppiato da: Kōsuke Toriumi
Il Guerriero del Serpente. Takeyasu è il fratello minore gemello di Nagayuki. Ha un'abilità chiamata "Earth's Guidance", che gli consente di percepire le vibrazioni su qualsiasi forma di terreno e superficie; inoltre è armato di un lanciafiamme. Come il fratello, si presenta come la "Morte per Denaro".
Yoshimi Sōma (早間 好実?, Sōma Yoshimi) / Ūma (迂々真?)
Doppiato da: Hikaru Midorikawa
Il Guerriero del Cavallo. Ūma è un guerriero di enorme statura ma moderato, dotato di un elmo simile a quello dei samurai ma modificato in modo da mostrare alcune caratteristiche della testa di un cavallo, e due placche di metallo che gli conferiscono una maggiore difesa. In origine era un semplice soldato medio che, dopo aver fallito una missione perché troppo debole, decise di sottoporsi a vari trattamenti chirurgici e farmacologici, oltre che a intensi allenamenti, acquisendo così una forza sovrumana e una resistenza tale da resistere a ogni genere di attacco, pressione e temperatura, in quanto il suo corpo subisce una continua modifica a livello cellulare; inoltre, la sua abilità, "La Staffa", gli consente di aumentare la durezza del suo corpo oltre quella dei normali limiti umani. Si presenta come la "Morte Silenziosa".
Sumihiko Tsujiie (辻家 純彦?, Tsujiie Sumihiko) / Hitsujii (必爺?)
Doppiato da: Chō
Il Guerriero della Capra. Hitsujii è un vecchio di bassa statura con due corna caprine ai lati della testa ed è stato il vincitore del nono Juni Taisen. Decide di partecipare all'attuale Juni Taisen al posto della nipote, volendole appunto risparmiare la stessa vita da guerriero che lui ha vissuto, nonostante le sue scarse possibilità di successo dovute alla sua età. Avendo vissuto sui campi di battaglia ed essendo stato il vincitore di un precedente torneo, possiede un acume tattico e una mentalità calcolatrice. La sua specialità sta nell'usare esplosivi e granate che ha affinato durante i suoi anni da giovane come trafficante d'armi e contrabbandiere, arrivando a creare la sua bomba personalizzata "La Vecchia Gloria", che definisce la sua arma finale e creazione migliore; ha anche una capacità speciale, ossia quella di sfruttare l'"Effetto Tunnel" per passare attraverso ogni cosa, abilità che rispecchia la sua dote di potersela cavare in ogni situazione. Si presenta come la "Morte Ingannevole".
Misaki Yūki (柚木 美咲?, Yūki Misaki) / Sharyū (砂粒?)
Doppiata da: Saori Hayami
Il Guerriero della Scimmia. Sharyū è una giovane donna con i capelli corti e gli occhiali. È una rinomata pacifista e mediatrice, responsabile di facilitare innumerevoli cessate il fuoco in molte battaglie, ma con risultati misti per le popolazioni sopravvissute. All'inizio del torneo, propone un accordo di pace in cui il vincitore del torneo desidererà far rivivere tutti i concorrenti, in modo che nessun guerriero dovrebbe morire in modo permanente. Forma un'alleanza con Nezumi durante il torneo. Oltre a essere abile nelle arti marziali, possiede il potere di trasmutare qualsiasi materiale che tocchi in un altro stato, come trasformare la pietra in sabbia, insegnatili da tre scimmie eremite. Si presenta come la "Morte Pacifica".
Ryōka Niwa (丹羽 遼香?, Niwa Ryōka) / Niwatori (庭取?)
Doppiata da: Ayane Sakura
Il Guerriero del Gallo. Niwatori è una ragazza dai capelli verdi con un costume rosso piumato e molto succinto e dalla personalità timida ed esitante, in netto contrasto con la sua personalità innocente e ingenua, portando con sé un tipico rastrello da fattoria orientale. In realtà Ryoka è una ragazza calcolatrice e doppiogiochista, frutto del suo addestramento da spia per poter ingannare chiunque, ma ciononostante mostra un carattere cordiale. La sua abilità speciale è "Eye of the Cormorant", che le permette di comunicare con gli uccelli, guardare attraverso i loro occhi, e persino comandare un intero stormo per divorare una vittima con la sua tecnica "Sepoltura Celeste", ma questo è possibile solo quando gli uccelli sono affamati. Sfrutta gli uccelli anche per tendere delle imboscate, facendo innescare loro bombe o simili. Ryoka subiva da anni gli abusi dei suoi genitori, finendo così per ucciderli, ma questo la portò a un trauma talmente forte da perdere la memoria: il ricordo della casa in cui viveva in stato di degrado e i suoi genitori in decomposizioni sono il ricordo più vecchio che possiede. Trovata dalla polizia, venne dunque condotta in ospedale, dove venne sottoposta a ogni test per stabilire le sue condizioni fisiche e mentali, oltre alla sua capacità di controllo dei volatili. È proprio questa sua capacità che ha attirato l'attenzione della famiglia Niwa, che decise di adottarla e farla diventare una guerriera. Si presenta come la "Beccata della Morte".
Michio Tsukui (津久井 道雄?, Tsukui Michio) / Dotsuki (怒突?)
Doppiato da: Tomohiro Nishimura
Il Guerriero del Cane. Dotsuki è un uomo dai capelli scuri con caratteristiche simili a un cane, tra cui due orecchie da cane che spiccano dai suoi capelli scuri arruffati e degli artigli con cui attacca gli avversari. La sua filosofia di vita è "Se c'è una teoria, fai l'opposto", un modo per dire di aggirare le regole. Sebbene sia noto per uccidere le sue vittime con il suo morso letale, egli è in realtà un esperto di veleni di ogni genere, siano essi mortali oppure droghe che servono a potenziarsi come il suo caratteristico "One Man Army", iniettandoli tramite appunto il suo morso. Infatti, se la vittima non muore sul colpo dopo essere stata colpita dal "Mad Dog's Vise", questa morirà poco dopo a causa del veleno iniettatogli con tale assalto. Inoltre è anche in grado di preparare degli anticorpi e antidoti contro ogni genere di veleni, preparandone quindi un po' poco prima di ingerire il gioiello velenoso, in modo da potersi proteggere dai suoi effetti. Si presenta come il "Morso della Morte".
Toshiko Inō (伊能 淑子?, Inō Toshiko) / Inōnoshishi (異能肉?)
Doppiata da: Yōko Hikasa
Il Guerriero del Cinghiale. Inōnoshishi è una giovane donna dai capelli biondi e figlia dell'ultimo vincitore del torneo di 12 anni prima. Figlia primogenita della famiglia Ino, sebbene inizialmente riluttante a uccidere quando era più giovane, venne addestrata sin in giovane età dal padre, un uomo violento, a essere spietata sul campo di battaglia, in netto contrasto con la madre, la cui dedizione verso le figlie sfociava nell'ossessione, volendo che queste seguissero un'etichetta che si addica a donne della loro risma. Toshiko divenne, quindi, una donna altezzosa, mostrandosi elegante, nobile e piena di grazia esternamente, ma meschina e violenta internamente, soddisfacendo in questo modo entrambe le aspettative dei suoi genitori. Quando però fu sua sorella minore Kiyoko venne scelta dal padre come prossima partecipante al Juni Taisen, in un atto di estrema invidia Toshiko la spinse al suicidio, venendo dunque scelta per partecipare al torneo. Usa due mitragliatrici di medio calibro, con una capacità chiamata "Non-Reload" che le dà munizioni illimitate. Si presenta come l'"L'Abbondanza della Morte".
Duedeculpe (ドゥデキャプル?, Dudekyapuru)
Doppiato da: Hiroki Yasumoto
Duedeculpe è il misterioso arbitro il cui compito è gestire il Juni Taisen e garantire il desiderio del vincitore. Il torneo non è solo una battaglia per procura per il controllo dei paesi posseduti, ma anche per controllare le scommesse sul risultato. Controlla il torneo in presenza degli avatar di VIP senza volto.
Navi (ナビイ?, Nabii)
Personaggio apparso nel manga, è il reporter del dodicesimo Juni Taisen.

## Media

### Light novel
La light novel è stata scritta da Nisio Isin con le illustrazioni di Hikaru Nakamura. Pubblicata da Shūeisha il 19 maggio 2015 sotto l'etichetta Jump j Books, si ricollega a un manga one-shot ideato dagli stessi autori dal titolo Dōshitemo kanaetai tatta hitotsu no negai to wari to sōdemonai 99 no negai. In America del Nord i diritti dell'opera sono stati acquistati da Viz Media.

### Anime
Un adattamento anime, prodotto da Graphinica e diretto da Naoto Hosoda, è andato in onda dal 3 ottobre al 19 dicembre 2017. La composizione della serie è stata affidata a Sadayuki Murai, mentre la colonna sonora è stata composta da Gō Shiina. Le sigle di apertura e chiusura sono rispettivamente Rapture (ラプチャー?, Rapuchā) dei Panorama Panama Town e Keshin no kemono (化身の獣?) dei Do As Infinity. Gli episodi sono stati trasmessi in streaming in simulcast, anche coi sottotitoli in lingua italiana, da Crunchyroll.

#### Episodi
| Nº | Titolo italiano Giapponese 「Kanji」 - Rōmaji | In onda          | In onda |
| Nº | Titolo italiano Giapponese 「Kanji」 - Rōmaji | Giapponese       |         |
| 1  | In sette generazioni, anche i cinghiali possono diventare maiali 「猪も七代目には豚になる」 - Inoshishi mo nanadaime ni wa buta ni naru                                                                                             | 3 ottobre 2017   |         |
| 2  | Trucchi da bastardi, trucchi da polli 「鶏鳴狗盗」 - Keimeikutō | 10 ottobre 2017  |         |
| 3  | Come scatenare dei tori per massacrare una gallina 「牛刀をもって鶏を裂く」 - Gyūtō o motte niwatori o saku | 17 ottobre 2017  |         |
| 4  | Il nemico, il più evoluto dei primati 「敵もさる者ひっかく者」 - Teki mo saru mono hikkaku mono | 24 ottobre 2017  |         |
| 5  | Un lupo travestito da pecora 「羊の皮をかぶった狼」 - Hitsuji no kawa o kabutta ōkami | 31 ottobre 2017  |         |
| 6  | Anche un fortissimo cavallo da corsa può inciampare 「千里の馬も蹴躓く」 - Senri no uma mo ketsumazuku | 7 novembre 2017  |         |
| 7  | Testa di drago, corpo di serpente (parte prima) 「竜頭蛇尾（先攻）」 - Ryūtōdabi (senkō) | 14 novembre 2017 |         |
| 8  | Testa di drago, corpo di serpente (parte seconda) 「竜頭蛇尾（後攻）」 - Ryūtōdabi (kōkō) | 21 novembre 2017 |         |
| 9  | Chi insegue due conigli non prende nessuno dei due 「二兎追う者は一兎も得ず」 - Nito ou mono wa itto mo ezu | 28 novembre 2017 |         |
| 10 | Una tigre può morire, ma lascia la sua pelle 「虎は死んで皮を残す」 - Tora wa shinde kawa o nokosu | 5 dicembre 2017  |         |
| 11 | Offrire a un uomo la carne del suo vitello 「人の牛蒡で法事する」 - Hito no gobō de hōji suru | 12 dicembre 2017 |         |
| 12 | Un desiderio che deve essere realizzato, e i novantanove che non ne hanno bisogno 「どうしても叶えたいたったひとつの願いと割とそうでもない99の願い」 - Dōshitemo kanaetai tatta hitotsu no negai to wari to sō demo nai 99 no negai | 19 dicembre 2017 |         |

### Manga
Un adattamento manga di Akira Akatsuki è stato pubblicato sull'app Shōnen Jump + di Shōisha e sul sito web il 23 settembre 2017. Viz Media ha iniziato a distribuire il manga tramite Weekly Shōnen Jump nello stesso giorno.